# Černiny (Bukovské vrchy)
Černiny (polsky Czerenin, 929 m) je hraniční kopec na slovensko-polském pomezí nacházející se jižně od polské vsi Solinka a severovýchodním směrem od slovenské obce Osadné v Národním parku Poloniny. Místem prochází státní hranice, turistické a lyžařské stezky. Místo je zalesněno s mírným odlesněním směrem na jihozápad. V místě se nacházejí zákopy a na jižním úpatí (Slovensko) pramen potoko Stružnica, tekoucím do nádrže Starina. V roce 1939 zde vzniklo trojmezí mezi Maďarskem, Slovenskem a Polskem.